# Схильний до втечі
«Схильний до втечі» (англ. The Fugitive Kind) — американська чорно-біла романтична драма 1960 року з Марлоном Брандо та Анною Маньяні у головних ролях, знята режисером Сідні Люмета за п'єсою Теннессі Вільямса «Орфей спускається в пекло» (1957). 
Прем'єра фільму відбулася 14 квітня 1960 року. Сідні Люмет отримав «Срібну мушлю» за найкращу режисуру а Джоан Вудвард за найкращу жіночу роль у стрічці на Міжнародному кінофестивалі у Сан-Себастьяні. Гонорар Марлона Брандо за роль у стрічці перевищив 1 млн.$, ця сума була найбільшою на той час у Голлівуді.

## Синопсис
Бродячий музикант Валентин Ксав'єр на прізвисько «Зміїна шкіра», котре отримав через те, що носить куртку зі зміїної шкіри, після ночі проведеної в поліції — вирішив змінити спосіб життя та покінчити з походеньками по нічних клубах.
Після звільнення він вирушив до Міссісіпі на власному авто. Випадково він потрапляє в провінційне містечко, де його застає негода. Дружина шерифа Ві Талбот, пропонує йому ліжко у вільній камері для в'язнів у поліційному відділку.
За допомогою Ві Талбот він влаштовується продавцем у крамницю Джейба Торренса, який вмирає від раку. Між ним та Леді Торренс — сексуально незадоволеною жінкою, дружиною власника крамниці, виникає симпатія. Але на серце хлопця також претендує молоденька німфоманка Керол Катрер.
В обставинах, що складаються йому потрібно зробити нелегкий вибір. До того ж чоловіки містечка дивляться на Валентина насторожено. Кульмінація настає тоді, коли шериф пропонує хлопцеві покинути місто до сходу сонця, інакше він його вб'є.
Подальші події у стрічці розвиваються стрімко та призводять до трагічної розв'язки.

## У ролях

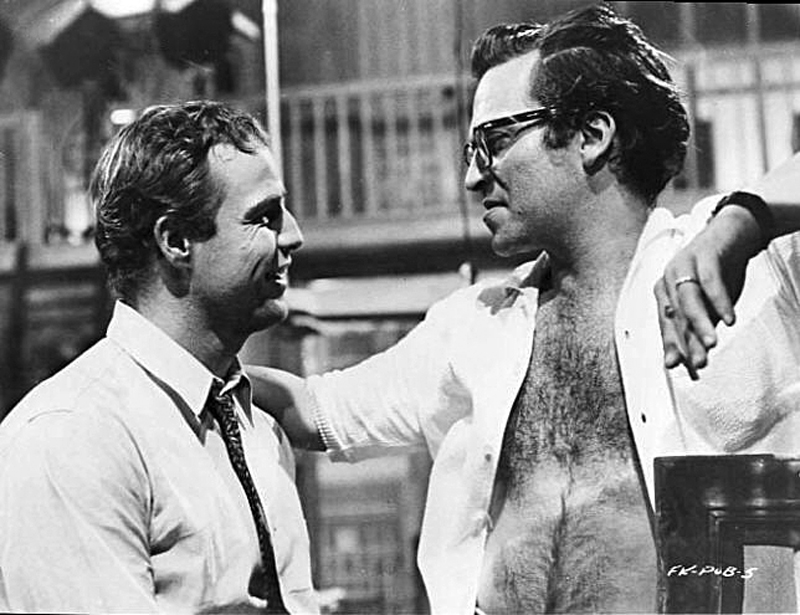
Сідні Люмет та Марлон Брандо на зйомках стрічки

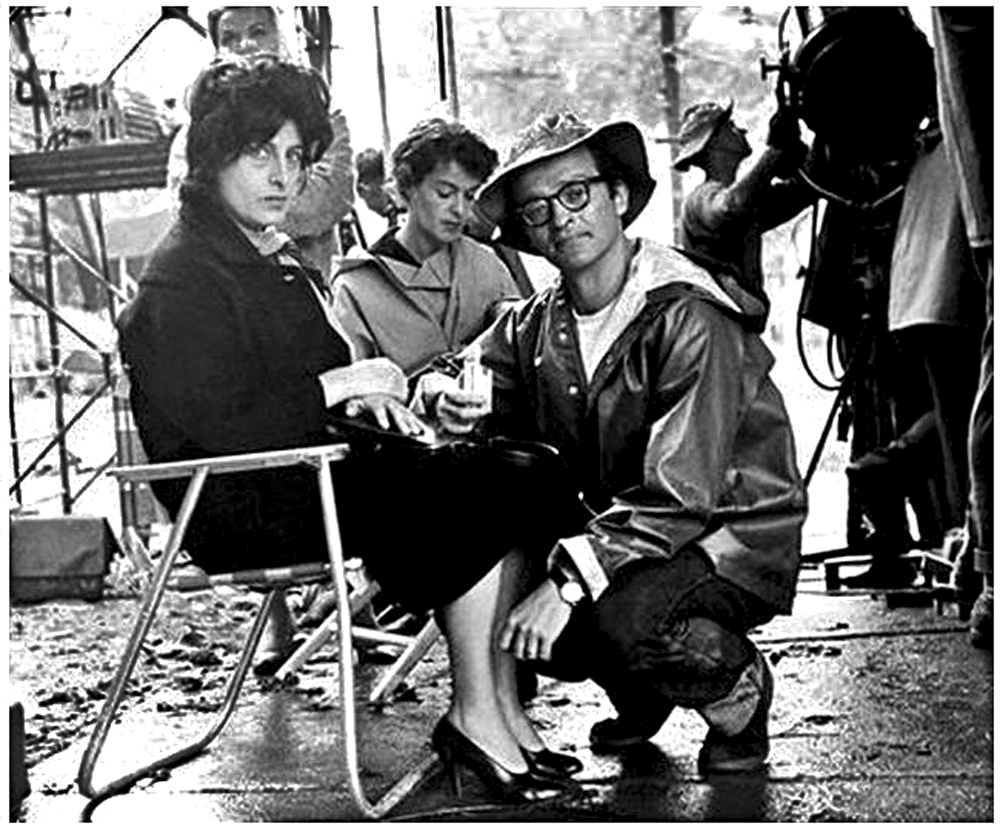
Сідні Люмет та Анна Маньяні на зйомках стрічки

| Актор                   | Роль                            |
| ----------------------- | ------------------------------- |
| Марлон Брандо           | Валентин «Зміїна шкіра» Ксав'єр |
| Анна Маньяні            | Леді Торренс                    |
| Джоан Вудвард           | Керол Катрір                    |
| Віктор Джорі            | Джейб М. Торренс                |
| Морін Степлтон          | Ві Телбот                       |
| Роберт Ґолден Армстронґ | шериф Джордан Тальбот           |
| Еморі Річардсон         | дядько Плезант                  |
| Джон Бараґрі            | Девід Кеттер                    |
| Саллі Ґрейсі            | Доллі Гамма                     |
| Вірджілія Чу            | медсестра Портер                |
| Джо Браун               | «Пі-пі» Біннінґс                |
| Френк Борґман           | працівник автозаправки          |
| Герб Віґран             | голос                           |
| Деббі Лінч              | самотня дівчина                 |
| Бен Джаффе              | «Пес» Гемм                      |
| Люсіль Бенсон           | Бьюлі Біннінґс                  |
| Мадам Співі             | Рубі Лайтфут                    |
| Дженіз Марс             | епізод                          |
| Ніл Гаррісон            | епізод                          |
| Мері Перрі              | епізод                          |
| Джоан Барр              | епізод                          |
| Ларрі Дюран             | Немає в титрах                  |

## Створення
Незважаючи на те, що дія фільму відбувається на Глибокому Півдні, кінокомпанія «United Artists» фільмувала стрічку в Мілтоні, штат Нью-Йорк.

## У популярній культурі
Деякі діалоги з фільму були використані австралійським хіп-хоп гуртом «Bliss n Eso» у їхній пісні «Never Land», з альбому «Running on Air».